# Isabel Blanco (actrice)
Pour les articles homonymes, voir Isabel Blanco et Blanco.
Isabel Blanco (née Isabel Blanco Picallo le 8 septembre 1974 à Berne en Suisse) est une actrice et présentatrice espagnole d'origine galicienne.

## Biographie
Fille de Galiciens expatriés en Suisse, Isabel Blanco s'est établie en Galice durant son adolescence. Elle a une licence de Traduction et Interprétariat en anglais et en allemand. Elle a été interprète à l'Hostal de los Reyes Católicos de Saint Jacques de Compostelle.

## Carrière
En 1996, elle commence sa carrière à la télévision comme co-présentatrice de l'émission humoristique A repanocha avec Tacho González. En 1998, elle incarne María Ares dans Mareas vivas. Dans cette série elle joue avec Luis Tosar et dans plus de 150 épisodes entre 1998 et 2002. La série remporte un grand succès auprès du public galique, ce qui est profitable à Isabel Blanco.
En mai et juin 2015, Isabel Blanco enregistre le film Santiago Apóstol, une production de José Manuel Brandariz où Julián Gil tient la vedette en jouant Santiago.

## Filmographie

### Cinéma
- 1999 : ¿A ti como se che di adeus? de Jorge Coira : Noiva
- 2002 : Autopsia de Milagros Bará : Amanda
- 2003 : El lápiz del carpintero de Antón Reixa
- 2005 : Rosas de Mikel Fuentes
- 2006 : Un Franco, 14 pesetas de Carlos Iglesias : Hannah
- 2006 : Cicatrices de Jairo Iglesias : Elena
- 2007 : Vida de familia de Llorenç Soler : Nuria
- 2007 : Si te vira teu pai de Héctor Carré
- 2008 : Ó limia, El río del olvido (court-métrage) : Carmiña
- 2011 : Ispansi! de Carlos Iglesias : Rosario
- 2012 : L'Apôtre (O Apóstolo) de Fernando Cortizo : Peregrina
- 2014 : 2 francos, 40 pesetas[2] de Carlos Iglesias : Hannah

### Télévision
- 1998-2002 : Mareas vivas (TVG) : María Ares
- 1999-2000 : Nada es para siempre (Antena 3) : Irene
- 2000 : Rías Baixas (TVG)
- 2002 : Avenida de América
- 2007 : Manolo y Benito Corporeision (Antena 3) : Rosi
- 2007 : Efectos secundarios (TVG) : Alicia
- 2013 : Todos os Santos (TVG)

## Nominations et récompenses
Premio Mestre Mateo
| Année | Titre                           | Telenovela            | Résultat |
| ----- | ------------------------------- | --------------------- | -------- |
| 2006  | Meilleure protagoniste féminine | Un Franco, 14 pesetas | Gagnante |
| 2013  | Meilleure protagoniste féminine | Todos os Santos       | Gagnante |